# Sphaerulina mimosae-pigrae
Sphaerulina mimosae-pigrae är en lavart som beskrevs av H.C. Evans & G. Carrión 1993. Sphaerulina mimosae-pigrae ingår i släktet Sphaerulina och familjen Mycosphaerellaceae.   Inga underarter finns listade i Catalogue of Life.